# David Kalākaua hawaii király
David Kalākaua, teljes nevén David Laʻamea Kamanakapuʻu Mahinulani Nalaiaehuokalani Lumialani Kalākaua (Honolulu, 1836. november 16.   - San Francisco, 1891. január 20.) Hawaii utolsó királya volt. 1874. február 12-től 1891. január 20-án bekövetkezett haláláig uralkodott.

## Külső hivatkozások
- A Wikimédia Commons tartalmaz David Kalākaua hawaii király témájú kategóriát.
- hawaiihistory.org Archiválva 2021. szeptember 16-i dátummal a Wayback Machine-ben

| Előző uralkodó: Lunalilo | Hawaii uralkodója 1874–1891 Kalākaua-ház | Következő uralkodó: Liliuokalani |